# Giro de Italia 1959
La 42.ª edición del Giro de Italia se disputó entre el 16 de mayo y el 7 de junio de 1959, con un recorrido de 22 etapas y 3657 km, que el vencedor completó a una velocidad media de 35,909 km/h. La carrera comenzó y terminó en Milán.
Tomaron la salida 130 participantes, de los cuales 86 terminaron la carrera.
Charly Gaul volvía un año más al Giro de Italia, después de su victoria en 1956, el incidente de 1957 y su tercer puesto en 1958, esta vez como flamante ganador del Tour de Francia 1958. Muy pronto, en la tercera etapa, se hizo con la maglia rosa. A pesar del calor, las molestias que tenía en una rodilla y la prácticamente inexistente ayuda de su equipo, el Emi, Gaul consiguió aguantar con el liderato durante varios días. Sin embargo, el debutante francés Jacques Anquetil, ganador del Tour de Francia 1957 le fue comiendo terreno poco a poco, hasta que en la 15.ª etapa, le arrebató el liderato tras llegar destacado en un grupo en el que, entre otros, se hallaba el español Miguel Poblet, vencedor de la etapa. A la ventaja lograda aquel día, el normando sumaría otros dos minutos más en la contrarreloj del Valle de Susa. Todo apuntaba a que el francés iba a alzarse con la victoria final, pero Gaul aún se guardaba una gesta más. Así, en la penúltima etapa, la etapa reina de esta edición, Gaul no dudó en atacar y escaparse en solitario en la última ascensión del día, al Pequeño San Bernardo, en cuya cima aventajaba ya al francés en más de seis minutos (suficiente para arrebatarle la maglia rosa), ventaja que en el descenso hasta la meta final incrementó hasta casi diez minutos, ganando su segundo Giro de Italia, una vez más, de forma épica.
Poblet volvió a ser el mejor español (aunque en esta edición la participación española fue muy reducida, solo dos participantes), volviendo a repetir el 6.º puesto en la general de los dos últimos Giro de Italia, y ganando tres etapas, además de dos tercer puestos, en la 1.ª etapa y en la 7.ª.

## Equipos participantes
| Equipo  | Jefe de filas     |
| Ignis   | Ercole Baldini    |
| Atala   | Rizzardo Brenioli |
| Bianchi | Germano Barale    |
| Carpano | Gabriel Borra     |
| Emi     | Aldo Bolzan       |
| Faema   | Hilaire Couvreur  |
| Ghigi   | Rino Benedetti    |

| Equipo            | Jefe de filas        |
| Helyett-Leroux    | Jacques Anquetil     |
| Legnano           | Carlo Azzini         |
| Molteni           | Giorgio Albani       |
| San Pellegrino    | Ernesto Bono         |
| Torpado           | Giuliano Bernardelle |
| Tricofilina-Coppi | Guido Boni           |
|                   |                      |

## Etapas

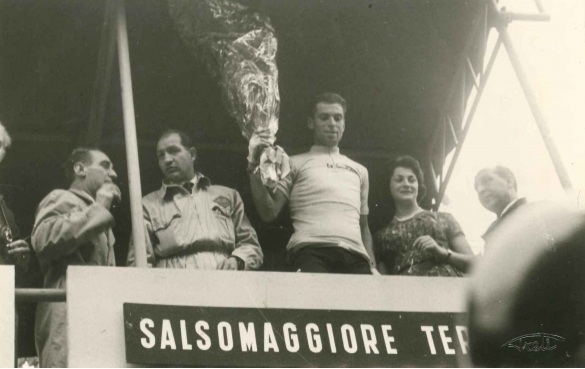
Gino Bartali junto a Rik Van Looy, ganador de etapa y primer maillot rosa del 42.º Giro

| Etapa | Recorrido              | Km       | Ganador            | Líder            |
| 1.ª   | Milán-Salsomaggiore    | 135      | Rik Van Looy       | Rik Van Looy     |
| 2.ª   | Salsomaggiore          | 22 (CRI) | Jacques Anquetil   | Jacques Anquetil |
| 3.ª   | Salsomaggiore-Abetone  | 180      | Charly Gaul        | Charly Gaul      |
| 4.ª   | Abetone-Arezzo         | 178      | Armando Pellegrini | Charly Gaul      |
| 5.ª   | Arezzo-Roma            | 243      | Rik Van Looy       | Charly Gaul      |
| 6.ª   | Roma-Nápoles           | 213      | Miguel Poblet      | Charly Gaul      |
| 7.ª   | Subida al Vesubio      | 8 (CRI)  | Charly Gaul        | Charly Gaul      |
| 8.ª   | Ischia                 | 31 (CRI) | Antonino Catalano  | Charly Gaul      |
| 9.ª   | Nápoles-Vasto          | 206      | Gastone Nencini    | Charly Gaul      |
| 10.ª  | Vasto-Teramo           | 148      | Rino Benedetti     | Charly Gaul      |
| 11.ª  | Ascoli Piceno-Rímini   | 245      | Rik Van Looy       | Charly Gaul      |
| 12.ª  | San Marino             | 141      | Nino Defilippis    | Charly Gaul      |
| 13.ª  | Rímini-Verona          | 233      | Miguel Poblet      | Charly Gaul      |
| 14.ª  | Verona-Rovereto        | 143      | Rik Van Looy       | Charly Gaul      |
| 15.ª  | Trento-Bolzano         | 198      | Miguel Poblet      | Jacques Anquetil |
| 16.ª  | Bolzano-San Pellegrino | 245      | Alessandro Fantini | Jacques Anquetil |
| 17.ª  | San Pellegrino-Génova  | 241      | Arrigo Padovan     | Jacques Anquetil |
| 18.ª  | Génova-Turín           | 180      | Vito Favero        | Jacques Anquetil |
| 19.ª  | Valle de Susa          | 51 (CRI) | Jacques Anquetil   | Jacques Anquetil |
| 20.ª  | Turín-Saint-Vincent    | 100      | Alfredo Sabbadin   | Jacques Anquetil |
| 21.ª  | Aosta-Courmayeur       | 296      | Charly Gaul        | Charly Gaul      |
| 22.ª  | Courmayeur-Milán       | 220      | Rolf Graf          | Charly Gaul      |

## Clasificaciones
| \| 1. \| Charly Gaul \| Luxemburgo \| 101h 50' 26" \| \| 2. \| Jacques Anquetil \| Francia \| + 6' 12" \| \| 3. \| Diego Ronchini \| Italia \| + 6' 16" \| \| 4. \| Rik Van Looy \| Bélgica \| + 7' 17" \| \| 5. \| Imerio Massignan \| Italia \| + 7' 31" \| \| 6. \| Miguel Poblet \| España \| + 10' 21" \| \| 7. \| Graziano Battistini \| Italia \| + 10' 47" \| \| 8. \| Guido Carlesi \| Italia \| + 13' 35" \| \| 9. \| Ernesto Bono \| Italia \| + 13' 36" \| \| 10. \| Gastone Nencini \| Italia \| + 13' 49" \| |                     |            |              |
| 1. | Charly Gaul         | Luxemburgo | 101h 50' 26" |
| 2. | Jacques Anquetil    | Francia    | + 6' 12"     |
| 3. | Diego Ronchini      | Italia     | + 6' 16"     |
| 4. | Rik Van Looy        | Bélgica    | + 7' 17"     |
| 5. | Imerio Massignan    | Italia     | + 7' 31"     |
| 6. | Miguel Poblet       | España     | + 10' 21"    |
| 7. | Graziano Battistini | Italia     | + 10' 47"    |
| 8. | Guido Carlesi       | Italia     | + 13' 35"    |
| 9. | Ernesto Bono        | Italia     | + 13' 36"    |
| 10. | Gastone Nencini     | Italia     | + 13' 49"    |

| \| 1. \| Charly Gaul \| Luxemburgo \| - \| \| 2. \| Imerio Massignan \| Italia \| - \| \| 3. \| Hans Junkermann \| Alemania Occidental \| - \| |                  |                     |   |
| 1. | Charly Gaul      | Luxemburgo          | - |
| 2. | Imerio Massignan | Italia              | - |
| 3. | Hans Junkermann  | Alemania Occidental | - |

| \| 1. \| Atala \| Italia \| - \| - \| |       |        |   |   |
| 1.                                    | Atala | Italia | - | - |